# Aquarius/Let the Sunshine In
"Aquarius/Let the Sunshine In" é uma junção de duas canções do musical Hair (1967), compostas por James Rado, Gerome Ragni e Galt MacDermot, e lançada em maio de 1969 como primeiro single de The Age of Aquarius, quarto álbum da banda estadunidense The Fifth Dimension. "Aquarius" foi interpretada pela cantora Ren Woods, no musical Hair, ficando bastante conhecida em todo mundo.

## Informação
A canção foi composta com base na crença astrológica de que o mundo, ao entrar na Era de Aquarius, irá experimentar uma época de amor, paz, democracia e humanidade, ao contrário da atual Era de Pisces. Presumia-se que esta mudança iria ocorrer no final do século XX, mas a maioria dos astrólogos divergem sobre este assunto.

## Sucesso
Nos Estados Unidos, o single ocupou a primeira posição da Billboard Hot 100 por seis semanas e recebeu o disco de platina por mais de 1 milhão de cópias vendidas. Também atingiu o topo da lista de canções de música contemporânea adulta e a sexta posição na lista de singles de artistas negros.
Internacionalmente, o sucesso da canção foi limitado. "Aquarius/Let the Sunshine In" atingiu a primeira posição na parada oficial do Canadá por três semanas, se tornando o primeiro e único número um do Fifth Dimension naquele país. No Reino Unido, atingiu a décima primeira posição na parada oficial, se tornando o primeiro single da banda a entrar na mesma. Na Suíça, atingiu a quarta posição. Na Áustra, a décima primeira, e nos Países Baixos, a décima quarta.

## Prêmios e reconhecimentos
No ano seguinte a seu lançamento, a canção recebeu dois prêmios Grammy, nas categorias de melhor gravação do ano e de melhor performance vocálica de música pop por um grupo.
Em 2004, a versão da canção interpretada no filme Hair (1979) foi eleita a 33ª melhor da história do cinema estadunidense pelo American Film Institute.
Em 2008, no cinquentenário da Hot 100, a canção foi eleita a 57ª melhor de todos os tempos pela revista Billboard.

## Covers
Em 2004 a canção foi utilizada como sample pelo rapper Mos Def na faixa "Sunshine" de seu álbum The New Danger. No mesmo ano, uma regravação da canção pelos DJs alemães Milk & Sugar, com vocais da cantora britânica Lizzy Pattinson, atingiu a primeira posição na lista da Billboard das canções mais tocadas em boates.
Em 2007 a cantora grega Helena Paparizou cantou "Aquarius/Let the Sunshine In" durante a cerimônia de entrega dos prêmios da emissora de televisão MAD.

## Usos na cultura popular
Em 1990 o compositor Hans Zimmer recriou a canção para a sequência de abertura do filme Bird on a Wire. Essa versão foi oito anos mais tarde utilizada como sample para a faixa "Aquarius" do álbum Music Has The Right To Children da dupla escocesa de música eletrônica Boards of Canada.
Em 1994, "Aquarius/Let the Sunshine In" foi incluída na trilha-sonora do premiado filme Forrest Gump.
No ano 1998, o canal peruano América Televisión, pelos 40 anos, foi incluida no 1° episódio do documental aniversário do citado canal: 40 años de la Televisión en Perú (em Espanhol: 40 anos de televisão no Peru). 
Em 2005 a canção foi incluída na sequência final do filme The 40-Year-Old Virgin, após a primeira relação sexual do personagem principal.
Em 2007 a Bic utilizou a canção nos comerciais televisivos de um de seus aparelhos de barbear nos EUA. No ano seguinte, o trecho de "Let the Sunshine In" da canção foi utilizado como um dos temas oficiais da campanha presidencial de Barack Obama.